# Yoeli Childs
Yoeli Childs (South Jordan (Utah), 3 de enero de 1998 es un baloncestista estadounidense que actualmente forma parte de la plantilla de los Saga Ballooners de la B.League japonesa. Con 2,03 metros de estatura, juega en la posición de ala-pívot.

## Trayectoria deportiva
En su etapa universitaria formó parte durante cuatro temporadas de la Universidad Brigham Young en Provo (Utah), con los que jugó desde 2016 a 2020 en los BYU Cougars de la NCAA I.
Tras no ser elegido en el Draft de la NBA de 2020, Childs firmó un contrato de exhibición 10 con los Washington Wizards, hasta el 18 de diciembre de 2020 en el que expiró su contrato. 
En 2021, firmó por Erie BayHawks de la NBA G League, en los que promedió 8,9 puntos y 4,8 rebotes en 12 partidos. 
En verano de 2021, disputó la NBA Summer League con Los Angeles Lakers.
El 11 de septiembre de 2021, llega a Europa para firmar por el MHP Riesen Ludwigsburg de la Basketball Bundesliga.
El 24 de junio de 2022 se comprometió con el equipo alemán del Hamburg Towers de la Basketball Bundesliga.